# Dorit Bosse
Dorit Bosse (* 1961) ist eine deutsche Pädagogin und Bildungsforscherin.

## Akademische Laufbahn
Nach dem Lehramtsstudium für die Mittel- und Oberstufe in den Fächern Deutsch und Kunst an verschiedenen Universitäten, schloss Dorit Bosse 1983 ihr Erstes Staatsexamen an der Gesamthochschule Kassel ab. Nach dem Referendariat an der Wilhelmsschule Kassel, arbeitete sie von 1986 bis 1991 als Studienrätin an der Robert-Koch-Schule in Clausthal-Zellerfeld/Oberharz. Von 1991 bis 1995 war sie pädagogische Mitarbeiterin am Fachbereich Erziehungswissenschaft an der Gesamthochschule Kassel und schloss ihre Promotion in Erziehungswissenschaft zum Dr. phil. mit dem Thema „Der Künstler als Pädagoge: Joseph Beuys“ ab. In den Jahren 1995 bis 2005 wirkte sie als Geschäftsführerin des Referats für Schulpraktische Studien an der Universität Kassel. Von 2005 bis 2008 hatte sie eine Professur für Gymnasialpädagogik an der Julius-Maximilians-Universität Würzburg inne, bevor sie 2008 an die Universität Kassel berufen wurde. Dorit Bosse ist seit Oktober 2023 im Ruhestand.

## Hochschul- und Forschungstätigkeit
Die Forschungsschwerpunkte von Dorit Bosse umfassen die Schul- und Unterrichtsentwicklung in der gymnasialen Oberstufe, insbesondere untere den Aspekten kognitiver Aktivierung und kooperatives Lernen. Hinsichtlich der Lehrer:innenbildung forschte sie zu reflexiver Kompetenzentwicklung, Praxisphasen und Lehr-Lern-Laboren in den Bildungswissenschaften, phasenübergreifender Lehrerbildung und personalen Basiskompetenzen für den Lehrerberuf. Von 2011 bis 2023 war Dorit Bosse Vorsitzende des Zentrums für Lehrer:innenbildung der Universität Kassel und trug in diesem Rahmen maßgeblich zur Ausgestaltung des Profils der Kasseler Leher:innenbildung bei. In dieser Funktion leitete sie seit 2015 das Projekt „Professionalisierung durch Vernetzung“ (PRONET) und seit 2019 das Folgeprojekt „Professionalisierung durch Vernetzung – Fortführung und Potenzierung“ (PRONET²) der Qualitätsoffensive Lehrerbildung jeweils gemeinsam mit Frank Lipowsky. Im Rahmen ihrer akademischen Tätigkeit erhielt sie 2008 den Hessischen Hochschulpreis für Exzellenz in der Lehre gemeinsam mit Heinrich Dauber und Elke Döring-Seipel für das Projekt „Psychosoziale Basiskompetenzen im Lehrerberuf – ein Seminarmodell für Lehramtsstudierende im ersten Studienjahr“.